# カイヤ
カイヤ（Caiya、1962年5月25日 - ）は、アメリカ合衆国シカゴ出身のタレント（外国人タレント）、ファッションモデル。旧芸名、キャロリン・ハイガー。
身長175cm。一男一女がいる。所属事務所はスカイコーポレーション。

## 来歴・人物
- 1962年イリノイ州に生まれる。スー族の母とドイツ系アメリカ人の父を持つ。[5]
- 1983年よりキャロリン・ハイガー名義でファッションモデルとしてアメリカ、イタリア、フランス、ドイツ、日本などで活躍。
- 1987年ユニチカスイムウェアキャンペーンモデルとしても活躍[4]。
- 1993年、ワイドショー番組がきっかけとなり、鬼嫁キャラとして注目されるようになる。
- 代表的な出演番組に『森田一義アワー 笑っていいとも!』などがある。なお、番組内では千秋と頻繁にもめ、口喧嘩になるたびに千秋のことを「ちーちゃい人」と呼んでいた。
- 2006年6月18日、ハッスル・エイドにてプロレスデビューが決定した。かねてよりWWEのディーヴァの大ファンであるカイヤは男子レスラーとのマッチメイクを希望。当初はジャイアント・シルバとのシングルの予定だったが、シルバの拒否により、小川直也と組んでのタッグ戦となった。技をパンチ、フックぐらいしか出せず、シルバの180kgのボディ・プレスを受けてのフォール負け。さらに、車を壊され、足を骨折したが、男に勝つまで頑張ると継続参戦を表明。
- 2014年5月5日、テレビ番組『人生が変わる1分間の深イイ話～結婚は本当に幸せなのかSP』（日本テレビ）にカイヤと専属トレーナーが出演。収録中にカイヤの寝室に恋人が寝ているという異例の事態が放映された。
- 2015年2月23日のテレビ番組『ノンストップ!』（フジテレビ）では、交際相手が単独インタビューに答え、カイヤとは恋人。愛してるなどとし、同居の事実や馴れ初めなども語られた。交際相手の恋人には妻子がおり、妻から訴えられるなどの事態も報道されていた。
- 2015年、「ジローラモ＆ボビー・オロゴンとW不倫疑惑！」と報道される。
- 敬虔なクリスチャンと発言しているが、代々木上原のモスクに参拝している姿を多数投稿しており敬虔なクリスチャンなのかは定かではない。
- 1990年、川﨑麻世と結婚。その後夫婦間の様々なトラブルが報道される中、離婚訴訟を経て2020年離婚成立[6]。
- 2022年3月カイヤが起こした慰謝料裁判に第一審、二審とも敗訴した。カイヤは川﨑の「愛人」であるＡさんの存在により家庭が崩壊し、精神的な苦痛を味わったと主張。一方のAは、カイヤの主張はまったく事実と異なると応戦。昨年６月に第一審の判決が下され、カイヤ側の請求は「いずれも理由がない」として棄却、A側の勝訴となった。この裁判では、カイヤが家政婦や実の息子まで証言台に立たせている。「麻世がAさんを自宅に連れ込んだ」と証言したが、結果として裁判官はそれらの証言は信頼性に欠けると判断し、カイヤ側の請求棄却という判決を下した。一方、カイヤの不貞行為も認定され夫婦関係はすでに破綻していたとの認定もされた。
- 2023年10月に長きに渡った離婚訴訟が結審。離婚が認められ、精神的肉体的経済的DVがあったというカイヤの訴えは認められず川﨑側の主張が認められた。
- 9月20日、東京高裁は300万円の慰謝料を求めたカイヤの控訴を棄却。川崎側の請求をほぼ認め、カイヤに対し「財産分与として6561万5309円を支払え」と命じる判決を下した。カイヤ側からの上告はなく、6年にもわたる法廷闘争は幕を閉じた。

## 得意技
- カイヤボンバー - ラリアット（またはクローズライン）であるが、本人は「ラリアット？何それ。これはカイヤボンバーよ」とラリアットであることを否定している。
- STC - 小川直也のSTOを伝授された彼女が使用すると言われているフィニッシュムーブ。Space Tornade Carolynの略。

## テレビ番組
- 森田一義アワー 笑っていいとも!（フジテレビ）
- 世界の超豪華・珍品料理（フジテレビ）
- ときめき2泊3日（フジテレビ）
- すてきな出逢い いい朝8時（毎日放送）
- いい朝8時　（TBS)
- 徹子の部屋（テレビ朝日）
- ズバリ言うわよ（TBS）
- カイヤと賢のおトク・贅沢ふたり旅（旅チャンネル）
- 麻世とカイヤのときめき★夫婦旅（旅チャンネル）
- 旅ちゃんガイド-第19話ゲスト出演（旅チャンネル）
- 土曜スペシャル 春の絶景ハイキング（2010年4月3日、テレビ東京）
- ジェリー・スプリンガー・ショー：The Jerry Springer Show（テレビ朝日、ナビゲーターとして）
- タイムショック21（テレビ朝日）出張タイムショックでMCとして出演｡
- ダウンタウンのガキの使いやあらへんで!（2007年8月19日、日本テレビ）
- リンカーン（2010年12月14日、TBS）
- さんま御殿（2011年、日本テレビ）
- 私の何がイケないの（2013年4月15日、2014年3月10日、2014年8月11日、2015年9月7日、TBS）
- ダウンタウンのガキの使いやあらへんで（2014年2月、日本テレビ）
- 嵐にしやがれ（2014年11月15日、日本テレビ）
- ロンドンハーツ（2015年、2016年2月21日、テレビ朝日）
- ダウンタウンのガキの使いやあらへんで！「笑ってはいけない」（2015年12月31日、日本テレビ）
- ぴったんこカンカン（ぴたんこカンカン、2015年6月26日、7月10日、2016年2月12日、TBS）
- バイキング（2014年7月10日、フジテレビ）
- 極楽加藤のお節介な旅（2015年8月19日、TBS）
- オールスター感謝祭（2016年、TBS）
- ダウンタウンDX　（2016年3月24日、10月20、読売テレビ）
- ぐるぐるナインティナイン（2017年4月20日、日本テレビ）
- ニンゲン観察バラエティ モニタリング　（2017年6月22日、TBS）
- 梅沢富美男のズバッと聞きます!（2017年7月28日、フジテレビ）
- 霜降りミキXIT（2021年、TBS）

## CM
- サントリーウィスキー（1987年）
- ユニチカ (1987年）
- 大鵬薬品工業「｢ソルマック」（1999年）
- しんしん「お漬物 - 福神漬」（2000年 - 2002年）[7]
- フマキラー ｢サザン」（2000年）
- レダ (2010年）
- パチンコ｢CR ミッドナイトラスベガス」（2013年）

## モデル
- W
- Vogue
- cosmopolitan
- Harpers Bazaar
- Aimee
- in style
- BOOK COLLECTION MODA
- CELINE
- Chloe
- Chanel
- Versace
- Armani
- Salvatore Ferragamo
- Valentino
- YSL
- Yves Saint Laurent
- Gianfranco Ferré
- Victoria Secret
- L'Oréal
- Lancome
- Forbici doro
- IRENE GALITZINE
- MARIO CAPRA

## 雑誌
- Popteen
- Mac Fan
- SAVVY
- 美しい部屋
- FYTE
- QUANTO
- ESSE
- Myojo

## 映画
- さくら、さくら 〜サムライ化学者・高峰譲吉の生涯〜（2011年）
- ムンクの叫び(2012年）
- 回転 (時期不明)

## 著作
- カイヤの英会話 ハートでトーク（2001年2月、ベストセラーズ）ISBN 978-4584185919

### 共著
- 石川浩一『カイヤのアンチエイジング』（2002年11月、イースト・プレス）ISBN 978-4872573237

### 写真集
- The Real Caiya（2012年4月、音楽専科社、撮影：山岸伸）ISBN 978-4872792492